# Asteroide tipo M

Imagem de radar de 216 Cleópatra, um asteroide tipo M.

Asteroide de tipo M são os asteroides de composição parcialmente conhecido; eles são moderadamente brilhantes (albedo de 0,1-0,2). Alguns, mas nem todos, são feitos de níquel-ferro, quer puro ou em mistura com pequenas quantidades de pedra. Estes são considerados peças do núcleo metálico de asteroides diferenciados que foram fragmentados por impactos, e se acredita que eles são a fonte de meteoritos de ferro. Os asteroides de tipo M são o terceiro tipo mais comum de asteroides.
Há também asteroides de tipo M, cuja composição é incerta. Por exemplo, 22 Calíope tem uma densidade conhecida com precisão que é muito baixo para um objeto metálico sólido ou até mesmo uma pilha de escombros de metal:. uma pilha de escombros de metais de ferro-níquel seria necessário cerca de 70% de porosidade que é incompatível com as considerações de compactação de 22 Calíope e 21 Lutécia que têm características em seus espectros que parecem indicar a presença de minerais de hidratação e silicatos , bem como características mais em comum com asteroides de tipo C. Uma variedade de outros asteroides de tipo M não se encaixam bem em um retrato de corpo metálico.
Os espectros de asteroides de tipo M são planas a avermelhado e, geralmente desprovidos de grandes recursos, embora a absorção sutil apresenta longward de 0,75 µm e shortward de 0,55 µm são, por vezes presente.

## Histórico de observações
16 Psique é o maior asteroide de tipo M, e parece ser metálico. 21 Lutécia, um corpo anômalo, provavelmente, não metálico, foi o primeiro asteroide de tipo M a ser observado por uma sonda espacial, quando a sonda espacial Rosetta visitou o mesmo no dia 10 de julho de 2010. Outro asteroide de tipo M, o 216 Cleópatra, foi fotografado por radar do Radiotelescópio de Arecibo, em Porto Rico e tem um formato semelhante de osso de cachorro.
Os asteroides de tipo M foi um dos três tipos de asteroides básicos nas classificações iniciais (os outros são os de tipos S e C), e foi pensado para indicar um corpo metálico.